# Kirguistán en los Juegos Olímpicos de Sochi 2014
Kirguistán estuvo representado en los Juegos Olímpicos de Sochi 2014 por un deportista masculino que compitió en esquí alpino.
El portador de la bandera en la ceremonia de apertura fue el esquiador alpino Dmitry Trelevsky. El equipo olímpico kirguís no obtuvo ninguna medalla en estos Juegos.